# Fetița din capătul străzii
Fetița din capătul străzii  (titlu original: The Little Girl Who Lives Down the Lane) este un film de groază canadiano-francez din 1976 regizat de Nicolas Gessner. Rolurile principale au fost interpretate de actorii Jodie Foster, Martin Sheen, Alexis Smith, Mort Shuman și Scott Jacoby. A primit Premiul Saturn pentru cel mai bun film de groază.

## Distribuție
- Jodie Foster ca Rynn Jacobs
- Martin Sheen ca Frank Hallet
- Alexis Smith ca Mrs. Hallet
- Mort Shuman ca Officer Miglioriti
- Scott Jacoby ca Mario